# Maria Josefa de Espanha
Maria Josefa Carmela de Bourbon (María Josefa Carmela de Borbón; Gaeta, 6 de julho de 1744 – Madrid, 8 de dezembro de 1801) foi uma princesa de Nápoles e da Sicília até quando seu pai ascendeu ao trono espanhol, tendo Maria Josefa se convertido em infanta da Espanha. Era filha do rei Carlos III da Espanha e Maria Amália da Saxônia.

## Biografia
A princesa Maria Josefa de Nápoles e da Sicília nasceu em Gaeta, Nápoles. Recebeu o nome em honra da sua avó materna, a arquiduquesa Maria Josefa da Áustria. O seu pai era rei de Nápoles e da Sicília, graças à União Pessoal, desde 1734. Os seus pais casaram em 1738 e Maria Josefa foi a primeira dos filhos a viver mais de cinco anos. Sendo a quarta filha dos seus pais, quando nasceu tinha uma irmã mais velha, a princesa Maria Isabel Ana que morreu três anos depois.
Tanto Maria Josefa como a sua irmã mais nova, a princesa Maria Luísa foram seleccionadas como candidatas para se casarem com o grão-duque da Toscana, filho do imperatriz Maria Teresa da Áustria, mas Maria Luísa acabou por ser escolhida.
Como princesa de Nápoles e da Sicília, era também infanta de Espanha pelo lado do pai, o que lhe dava o tratamento de Alteza Real. Os seus pais eram um casal apaixonado. A sua mãe, Maria Amália, morreu pouco mais de um ano depois de a família chegar a Espanha e o seu pai acabaria também por falecer em 1788. Depois disso, Maria Josefa passou a viver na corte dominada pela sua cunhada, a princesa Maria Luísa de Parma, neta do rei Luís XV de França, com quem a infanta não se entendia.

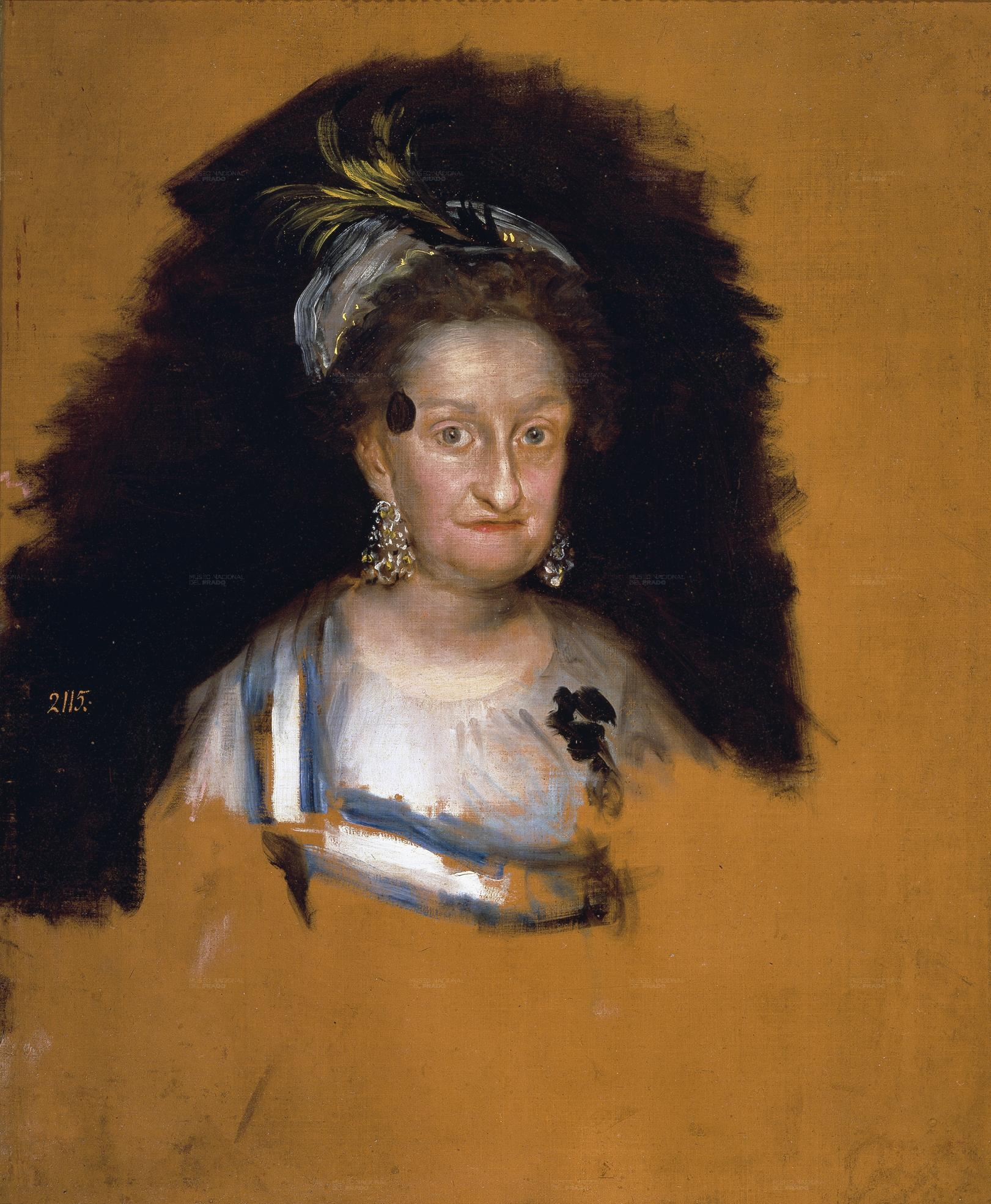
A Infanta Maria Josefa por Goya

Maria Josefa foi uma das candidatas apresentadas para segunda esposa do rei Luís XV de França, quando a sua primeira esposa, Maria Leszczyńska, morreu em 1768. Na altura Maria Josefa tinha apenas vinte-e-quatro anos de idade e o rei rejeitou a proposta, sentindo-se ofendido com a idade da princesa. Maria Josefa acabaria por nunca se casar. Após a morte do pai, continuou a viver no Palácio Real com o irmão, o rei Carlos IV. Ajudou as irmãs Carmelitas e pediu para ser enterrada no seu convento, o de Santa Teresa.
Em 1781, aquando da morte da Infanta Mariana Vitória de Bourbon, Rainha de Portugal, sua tia paterna, recebeu uma jóia que a referida rainha lhe deixou na sua última vontade. Morreu no Palácio Real de Madrid aos cinquenta-e-sete anos de idade, antes de o seu irmão Carlos perder o trono e ser exilado em 1808. Em 1877, o seu corpo foi transladado para El Escorial.

## Títulos, estilos e honrarias
- 6 de julho de 1744 – 6 de outubro de 1759 Sua Alteza Real a Princesa Maria Josefa de Nápoles e Sicília, Infanta de Espanha
- 6 de outubro de 1759 – 8 de dezembro de 1801: Sua Alteza Real a Infanta Maria Josefa de Espanha, Princesa de Nápoles e Sícília

### Honras
- Espanha: 7.° Dama Nobre da Ordem da Rainha Maria Luísa - .

## Genealogia
| Maria Josefa de Espanha | Pai: Carlos III de Espanha   | Avô paterno: Filipe V de Espanha     | Bisavô paterno: Luís, o grande delfim de França              |
| Maria Josefa de Espanha | Pai: Carlos III de Espanha   | Avô paterno: Filipe V de Espanha     | Bisavó paterna: Maria Ana Vitória de Baviera                 |
| Maria Josefa de Espanha | Pai: Carlos III de Espanha   | Avó paterna: Isabel Farnésio         | Bisavô paterno: Eduardo, Príncipe herdeiro de Parma          |
| Maria Josefa de Espanha | Pai: Carlos III de Espanha   | Avó paterna: Isabel Farnésio         | Bisavó paterna: Doroteia Sofia de Neuburgo                   |
| Maria Josefa de Espanha | Mãe: Maria Amália da Saxônia | Avô materno: Augusto III da Polônia  | Bisavô materno: Augusto II da Polônia                        |
| Maria Josefa de Espanha | Mãe: Maria Amália da Saxônia | Avô materno: Augusto III da Polônia  | Bisavó materna: Cristiana Everadina de Brandemburgo-Bayreuth |
| Maria Josefa de Espanha | Mãe: Maria Amália da Saxônia | Avó materna: Maria Josefa da Áustria | Bisavô materno: José I, Sacro Imperador Romano-Germânico     |
| Maria Josefa de Espanha | Mãe: Maria Amália da Saxônia | Avó materna: Maria Josefa da Áustria | Bisavó materna: Guilhermina Amália de Brunsvique-Luneburgo   |